# Tsubasa Suzuki
Tsubasa Suzuki (japanisch 鈴木 翼 Suzuki Tsubasa; * 26. April 1994 in Tsuruoka) ist ein ehemaliger japanischer Fußballspieler.

## Karriere
Suzuki erlernte das Fußballspielen in der Jugendmannschaft von Montedio Yamagata. Seinen ersten Vertrag unterschrieb er 2013 bei Montedio Yamagata. Der Verein spielte in der zweithöchsten Liga des Landes, der J2 League. 2015 wechselte er zu Arterivo Wakayama. Für den Verein absolvierte er 26 Ligaspiele. 2017 wechselte er zu Nara Club. Für den Verein absolvierte er zwei Ligaspiele. Ende 2017 beendete er seine Karriere als Fußballspieler.

## Erfolge
Montedio Yamagata
- Kaiserpokal

Finalist: 2014